# Lötschenpass
Lötschberg lub Lötschenpass – przełęcz w Alpach Berneńskich na wysokości 2690 m n.p.m. Przełęcz ta łączy Kandersteg w kantonie Berno na północy z Ferden w kantonie Valais na południu. Przełęcz oddziela Balmhorn na zachodzie od Hockenhorn na wschodzie. Na przełęcz nie prowadzi żadna droga dostępna dla samochodów, ale pod przełęczą wydrążono tunel - Lötschbergtunnel.
Na przełęczy znajduje się schronisko turystyczne Lötschenpasshütte. 

## Galeria

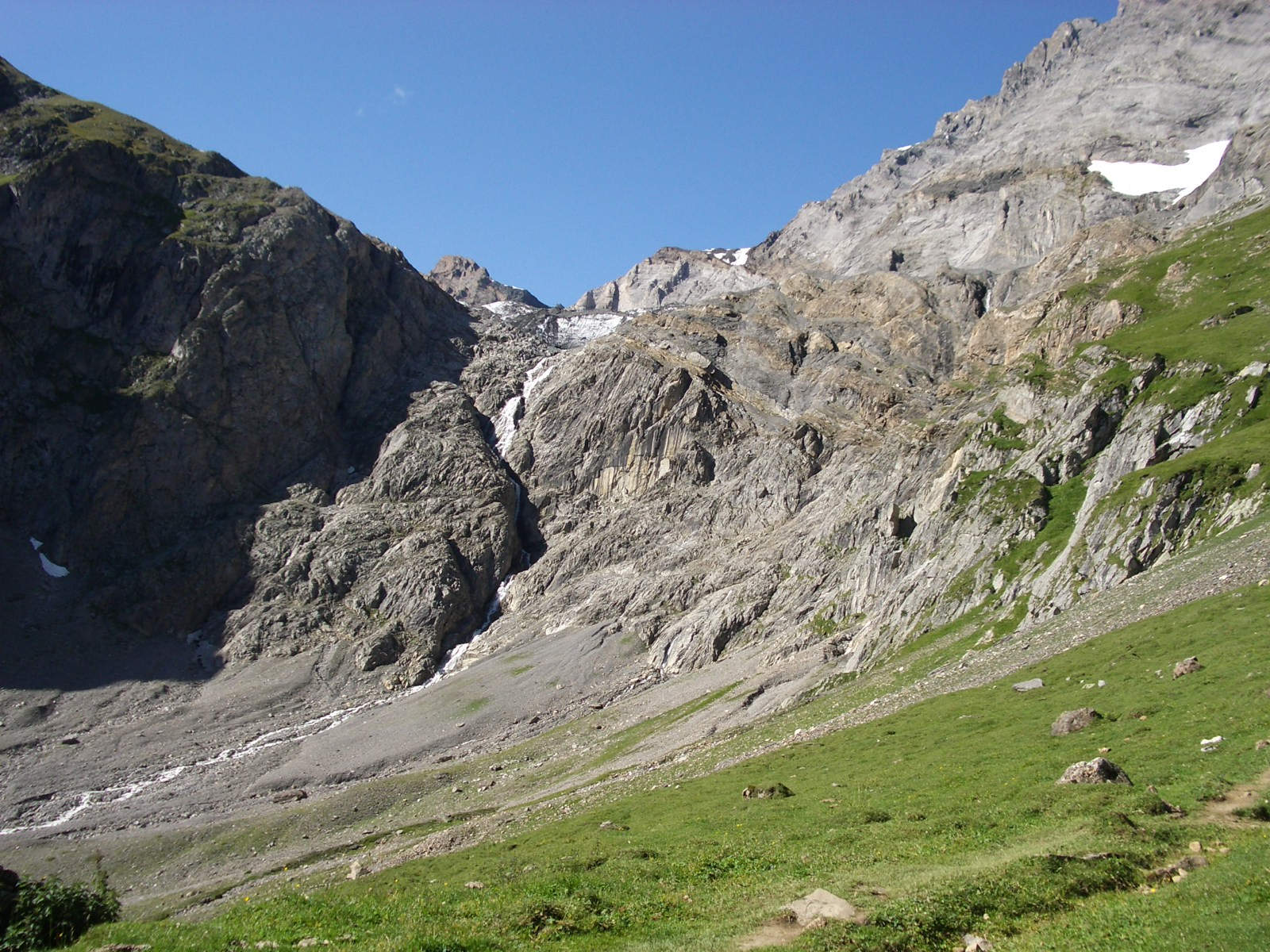
Lötschegletscher
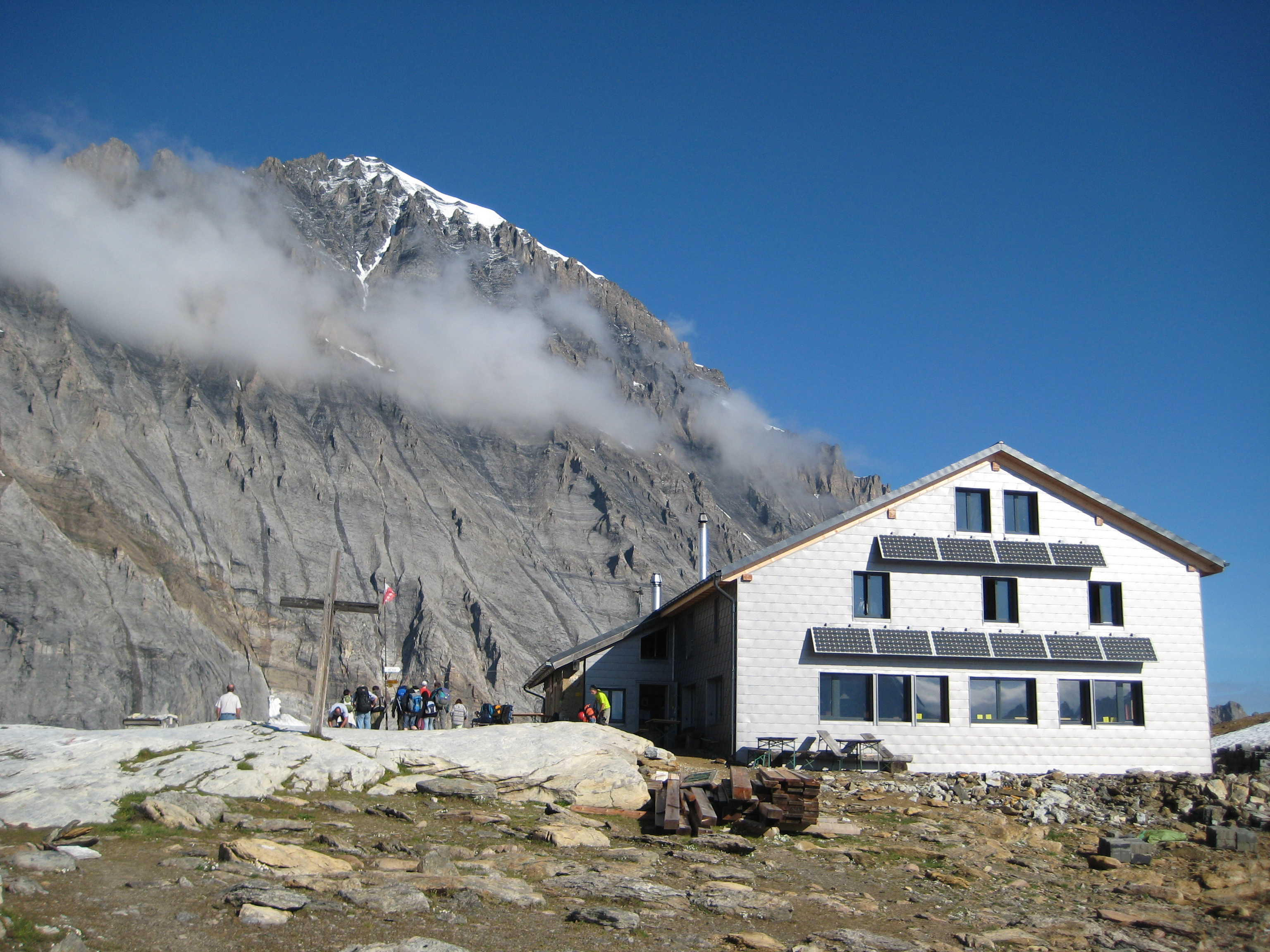
Lötschenpasshütte
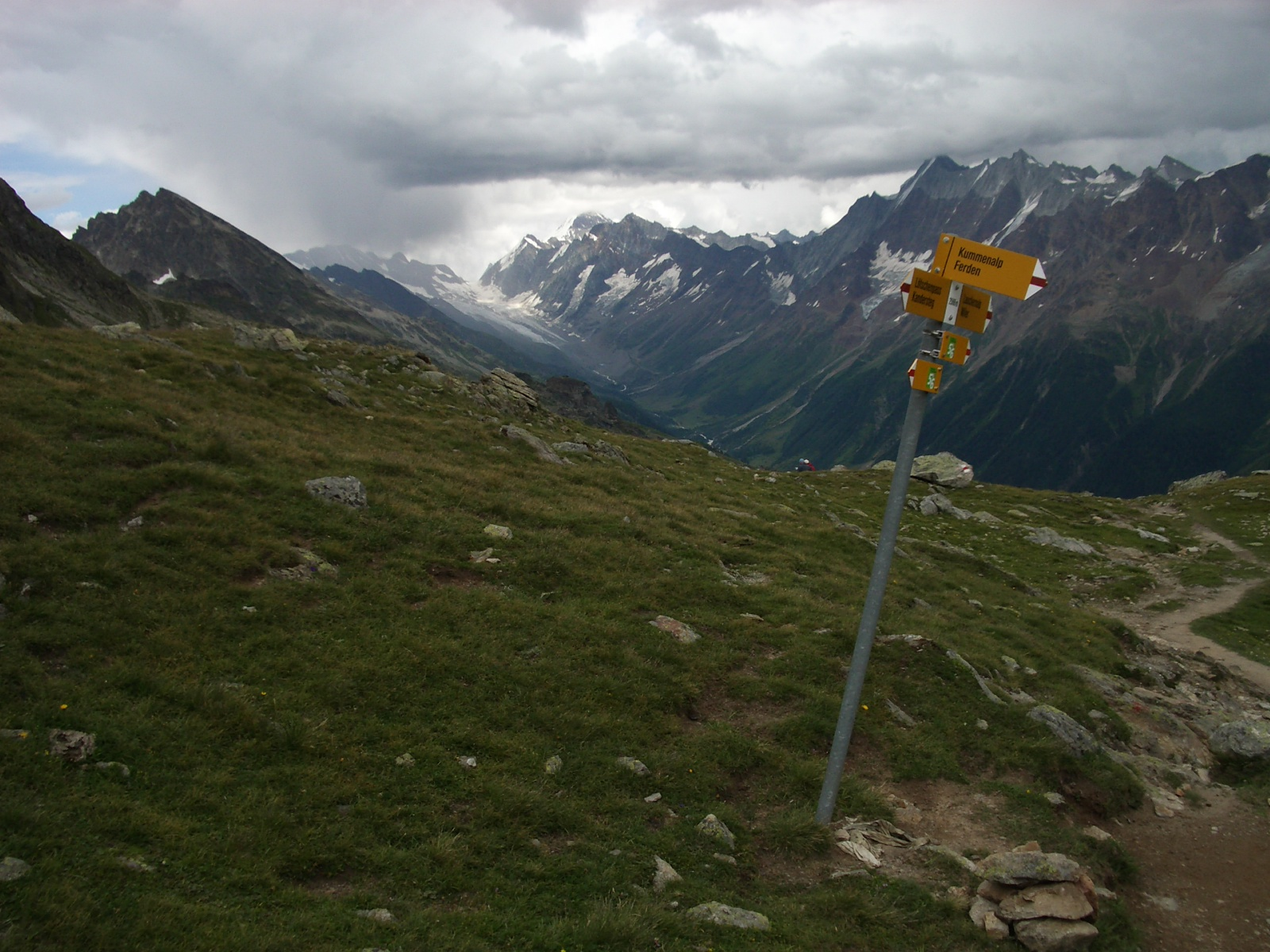
Widok w kierunku wschodnim